# Инкунабула

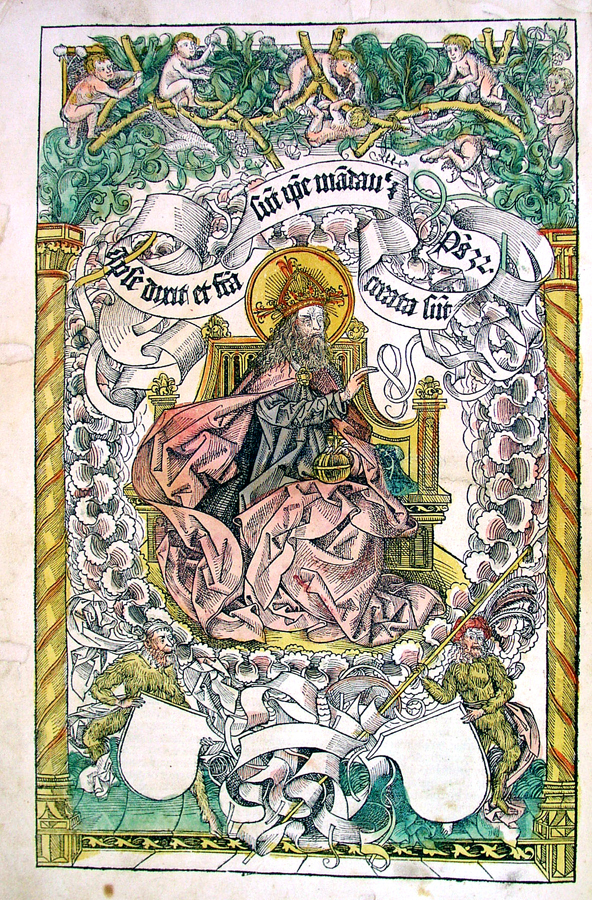
Лист «Нюрнбергской хроники» Хартмана Шеделя с ксилографией, изображающей Создателя (1493)

Инкуна́була (от лат. incunabula — «колыбель», «начало») — книги, изданные в Европе от начала книгопечатания и до 1 января 1501 года. Издания этого периода очень редки, так как их тиражи составляли 100—300 экземпляров. Самой известной инкунабулой считается Библия Гутенберга (начало 1450-х).

## Описание и история
Термин впервые употреблён Бернардом фон Малинкродтом в 1639 году в памфлете «De ortu et progressu artis typographicae» («О развитии и прогрессе искусства типографии») и закрепился в XVIII веке. Инкунабулы делят на два типа: ксилографические и типографические. Типографическим способом печати была выполнена Библия Гутенберга. Некоторые авторы считают инкунабулами издания, выполненные только типографическим способом.
Большинство изданий было на латинском языке, но печатались книги и на других языках, например, итальянский сборник «Канцоньере» Петрарки, напечатанный в Венеции в 1470 году. Основными покупателями инкунабул были учёные, знать, адвокаты и священнослужители. Как правило, инкунабулы печатались готическим шрифтом без абзацев.
Прекрасным образцом инкунабулы является иллюстрированная «Нюрнбергская хроника» Хартмана Шеделя, изданная в 1493 году Антоном Кобергером.
Наиболее известными издателями инкунабул были:
- Альбрехт Пфистер из Бамберга;
- Гюнтер Цайнер из Аугсбурга;
- Иоганн Ментелин из Страсбурга;
- Уильям Кекстон, работавший в Лондоне и Брюгге.

## Каталогизация инкунабул
В XIX веке появились первые каталоги инкунабул. Библиограф и историк книги Людвиг Хайн составил «Библиографический репертуар» (1826—1838), описав в нём 16 тыс. 299 инкунабул. Труд Хайна стал основой для всех последующих инкунабуловедческих исследований. Одними из крупнейших каталогов такого рода являются Сводный каталог инкунабул, созданный Берлинской государственной библиотекой, и «Incunabula Short Title Catalogue», созданный Британской библиотекой.
|  |  |  |

## Собрания инкунабул
Самыми большими собраниями инкунабул располагают:
| Библиотека                                    | Местоположение           | Страна         | Копий  | Изданий | Источник                         |
| --------------------------------------------- | ------------------------ | -------------- | ------ | ------- | -------------------------------- |
| Баварская государственная библиотека          | Мюнхен                   | Германия       | 20 000 | 9756    | [ 2 ]                            |
| Британская библиотека                         | Лондон                   | Великобритания | 12 500 | 10 390  | [ 3 ]                            |
| Национальная библиотека Франции               | Париж                    | Франция        | 12 000 | 8000    | [ 4 ]                            |
| Ватиканская апостольская библиотека           | Ватикан                  | Ватикан        | 8600   | 5400    | [ 5 ]                            |
| Австрийская национальная библиотека           | Вена                     | Австрия        | 8000   |         | [ 6 ]                            |
| Российская национальная библиотека            | Санкт-Петербург          | Россия         | 7302   |         | [ 7 ]                            |
| Вюртембергская земельная библиотека           | Штутгарт                 | Германия       | 7000   |         | [ 8 ]                            |
| Бодлианская библиотека                        | Оксфорд                  | Великобритания | 6755   | 5623    | [ 9 ]                            |
| Библиотека Конгресса                          | Вашингтон                | США            | 5700   |         | [ 10 ]                           |
| Библиотека Хантингтона                        | Сан-Марино (Калифорния)  | США            | 5537   | 5228    | [ источник не указан 1960 дней ] |
| Российская государственная библиотека         | Москва                   | Россия         | 5360   |         | [ 11 ]                           |
| Кембриджская университетская библиотека       | Кембридж                 | Великобритания | 4650   |         | [ 12 ]                           |
| Национальная библиотека Неаполя               | Неаполь                  | Италия         | 4563   |         | [ 13 ]                           |
| Библиотека Джона Райландса                    | Манчестер                | Великобритания | 4500   |         | [ 14 ]                           |
| Берлинская государственная библиотека         | Берлин                   | Германия       | 4431   |         | [ 15 ]                           |
| Королевская библиотека Дании                  | Копенгаген               | Дания          | 4425   |         | [ 16 ]                           |
| Гарвардский университет                       | Кембридж (Массачусетс)   | США            | 4389   | 3627    | [ 17 ]                           |
| Национальная библиотека Чешской Республики    | Прага                    | Чехия          | 4200   |         | [ 18 ]                           |
| Национальная центральная библиотека Флоренции | Флоренция                | Италия         | 4089   |         | [ 19 ]                           |
| Библиотека Ягеллонского университета          | Краков                   | Польша         | 3671   |         | [ 20 ]                           |
| Государственная библиотека Бамберга           | Бамберг                  | Германия       | 3550   |         | [ 21 ]                           |
| Библиотека Йельского университета             | Нью-Хейвен (Коннектикут) | США            | 3525   |         | [ источник не указан 1960 дней ] |